# Мендерське
Менде́рське (рос. Мендерское) — присілок у складі Білозерського району Курганської області, Росія. Входить до складу Світлодольської сільської ради.
Населення — 171 особа (2010, 241 у 2002).